# كشتو (شنبة)
كشتو (بالفارسية: کشتو) هي قرية تقع في إيران في قسم شنبة الريفي. يقدر عدد سكانها بـ 44 نسمة بحسب إحصاء 2016.